# 添田増太郎
添田 増太郎（そえた ますたろう、1928年11月1日 - 2019年11月6日）は、日本の政治家。参議院議員（1期）。

## 略歴
福島県出身。東京農業大学通信学科卒。鏡石町議会議員を経て、1968年、福島県議会議員選挙で岩瀬選挙区から立候補し、初当選。
1983年、第55代福島県議会議長就任。1984年、全国養蚕農業協同組合連合会長。
1985年1月28日、議長を辞職し、同年2月の福島県選挙区選出の村田秀三（日本社会党）の死去による第13回参議院議員通常選挙福島県選挙区補欠選挙に自由民主党から立候補し初当選。1988年12月竹下改造内閣法務政務次官。1989年6月、宇野内閣法務政務次官。同年7月の第15回参議院議員通常選挙で落選。
1991年、第8代福島県農業共済連会長就任（2009年まで）。1999年全国農業共済協会副会長兼任。
2009年、旭日中綬章受章。
2019年11月6日、急性心筋梗塞のため、鏡石町の自宅で死去。91歳没。死没日をもって従五位に叙される。